# Pallidoplectron turneri
Pallidoplectron turneri är en insektsart som beskrevs av Richards, A.M. 1958. Pallidoplectron turneri ingår i släktet Pallidoplectron och familjen grottvårtbitare. Inga underarter finns listade i Catalogue of Life.